# Свещено писание
Свещеното писание в аврамическите монотеистични религии е корпус от обособени книги по веригата Танах, Евангелия и Корана.
В юдаизма, Свещеното писание се отнася само до т.нар. стар завет (Танах), а в християнството - както до стария, така и до новия завет. Ислямът признава както стария, така и новия завет, но прибавя и Корана, като пряко продължение на монотеистичната линия още от древността в т.нар. плодороден полумесец.